# Розенау (Бранденбург)
Розенау (нім. Rosenau) — громада в Німеччині, розташована в землі Бранденбург. Входить до складу району Потсдам-Міттельмарк. Складова частина об'єднання громад Вустервіц.
Площа — 49,36 км2. Населення становить 882 ос. (станом на 31 грудня 2020).

## Галерея

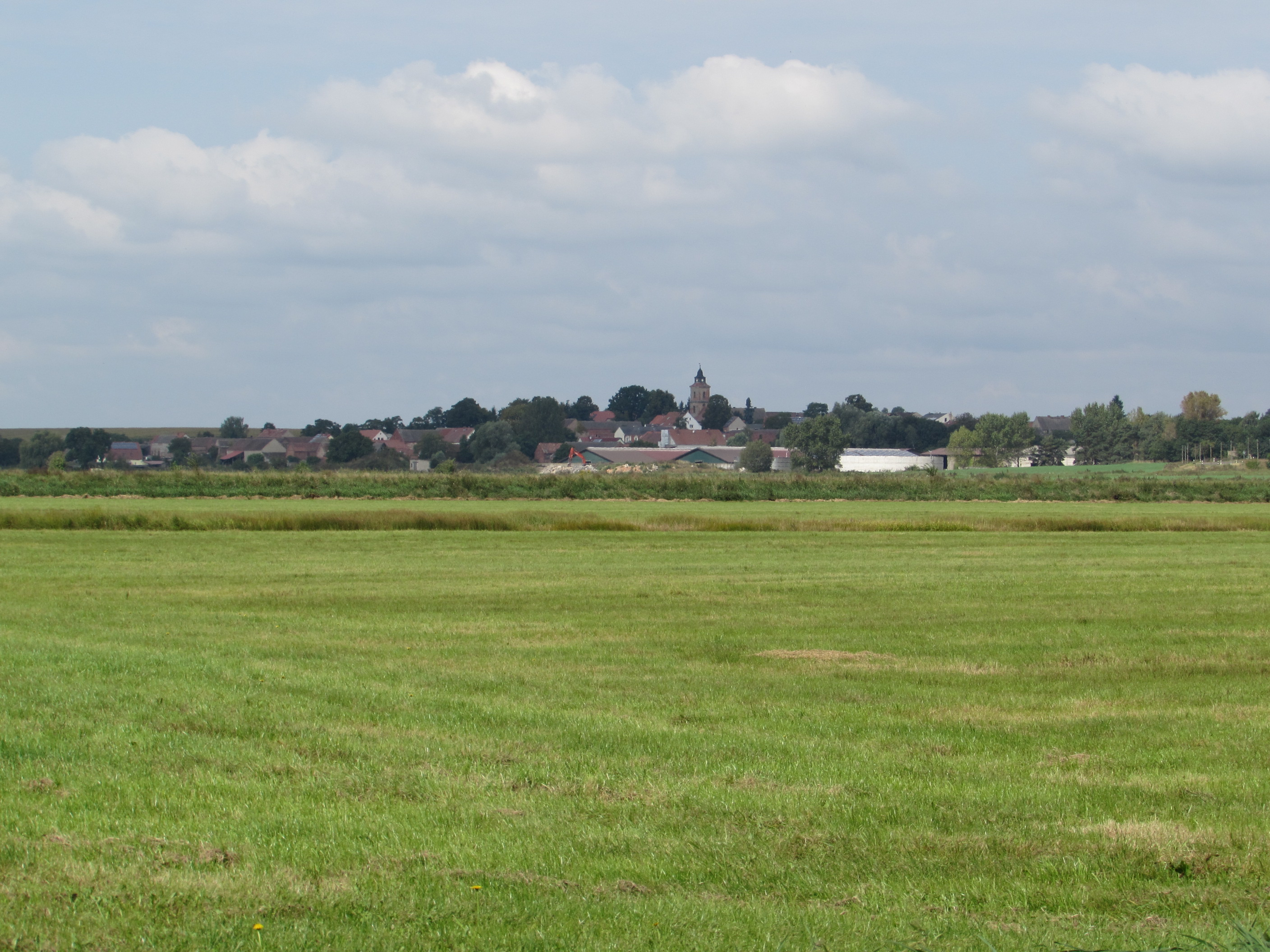
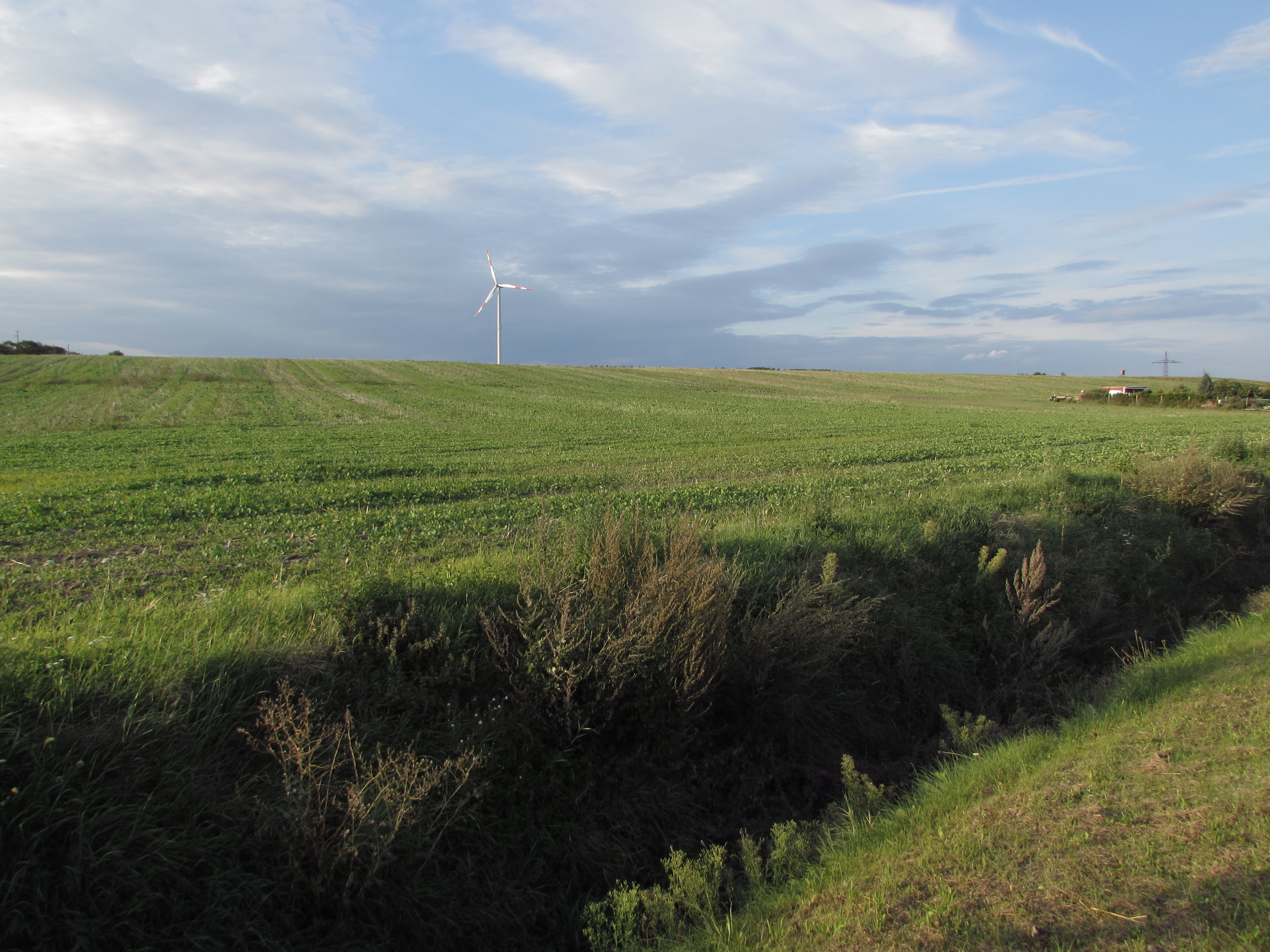
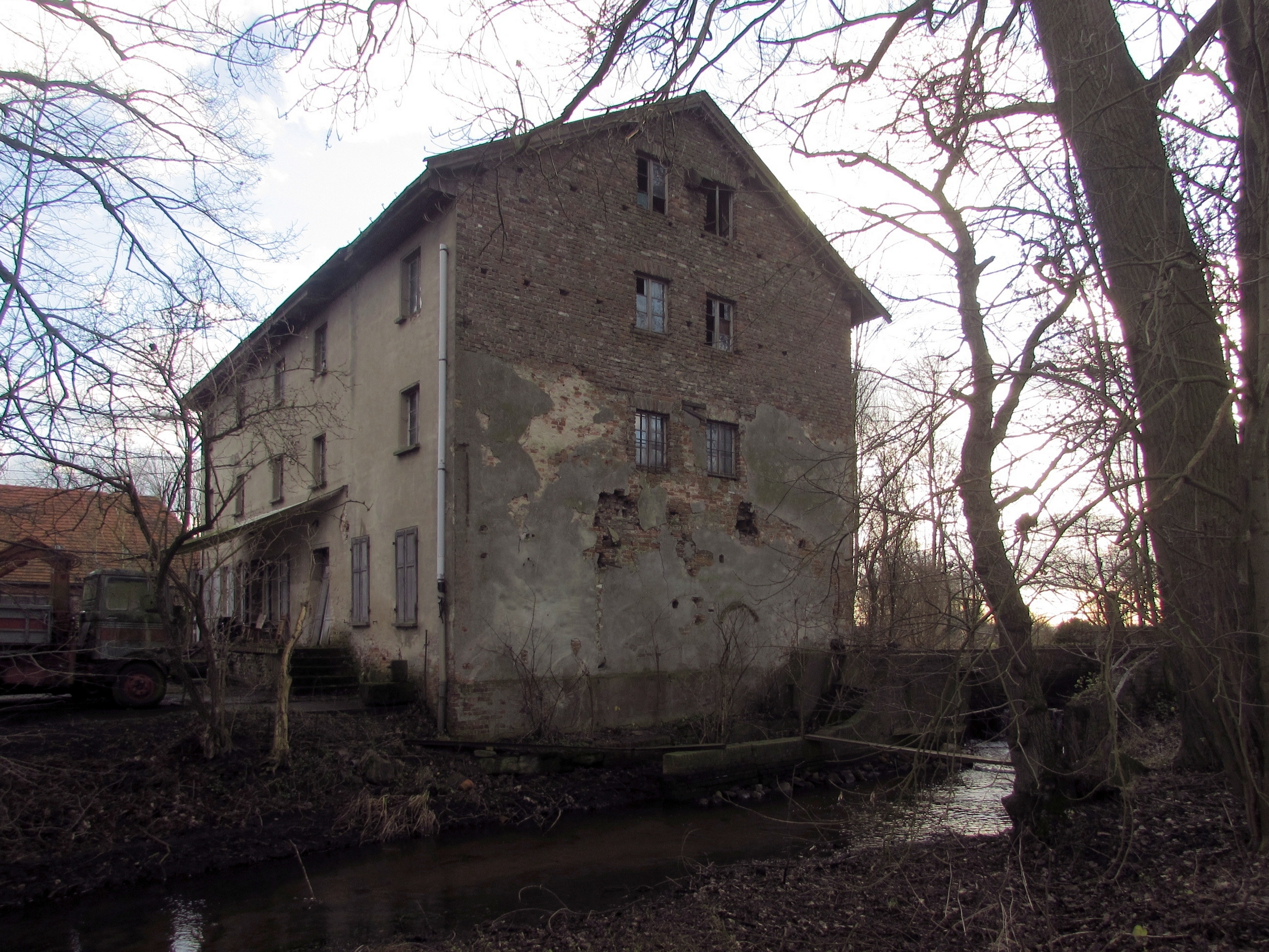
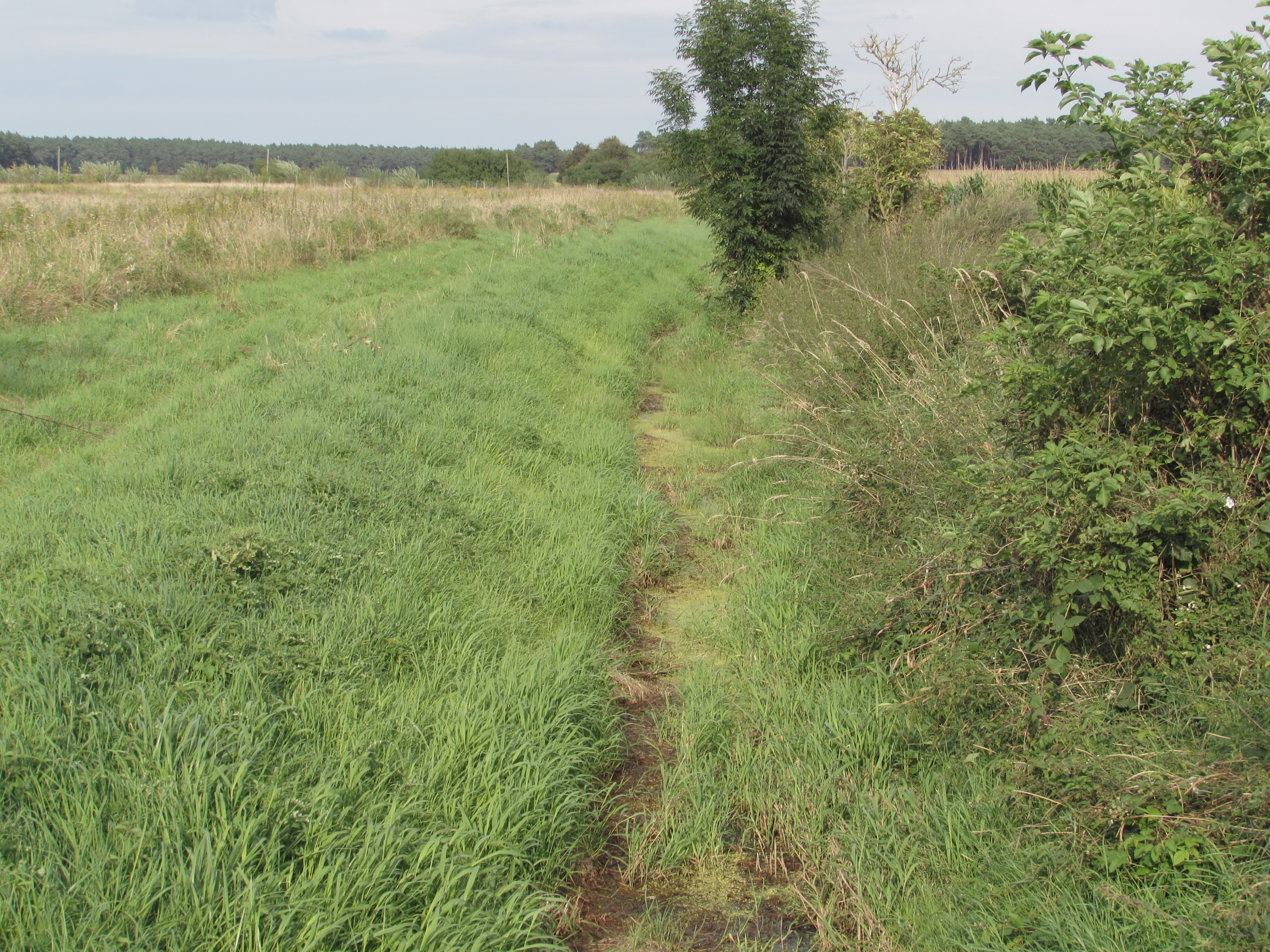
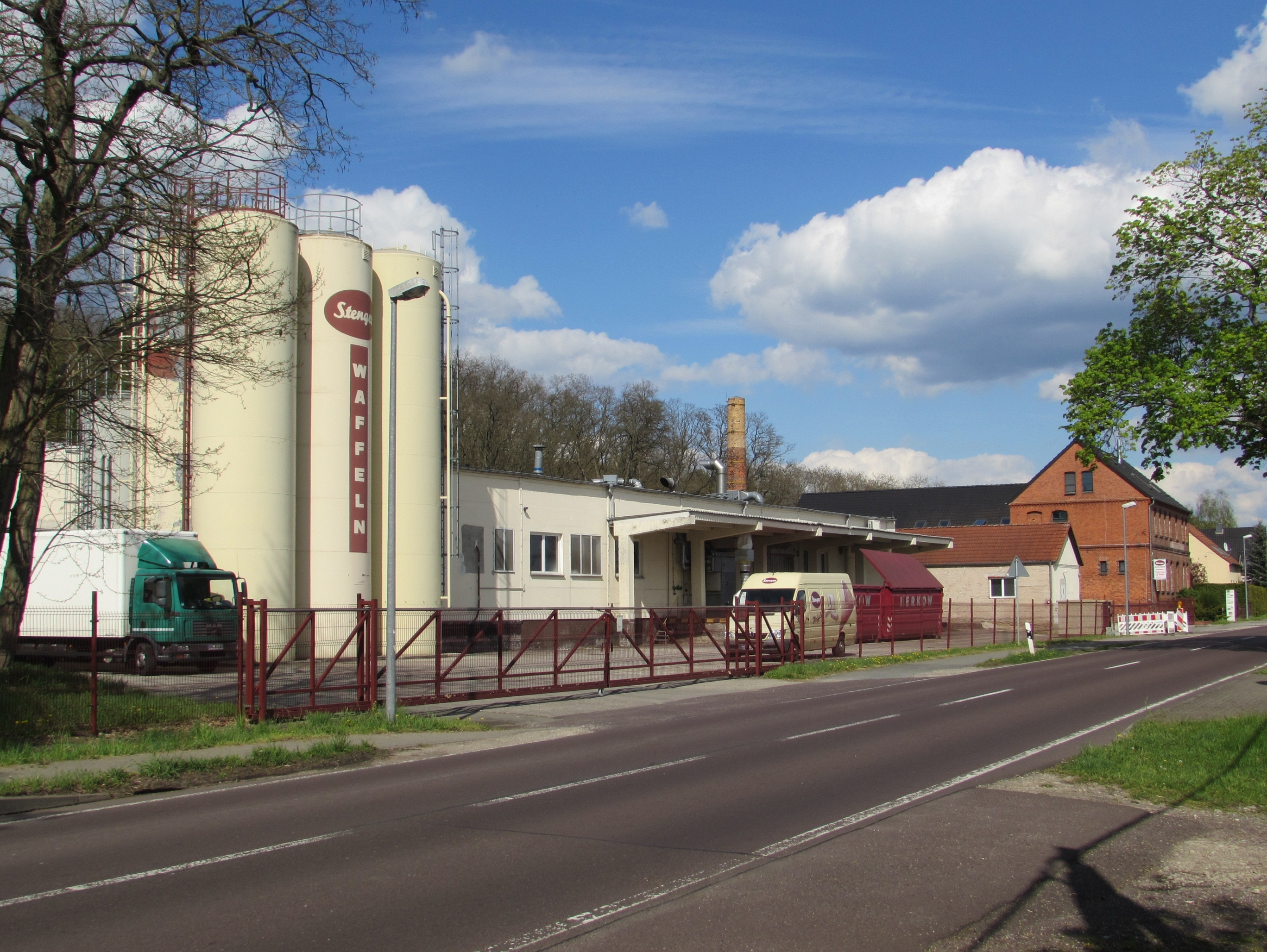
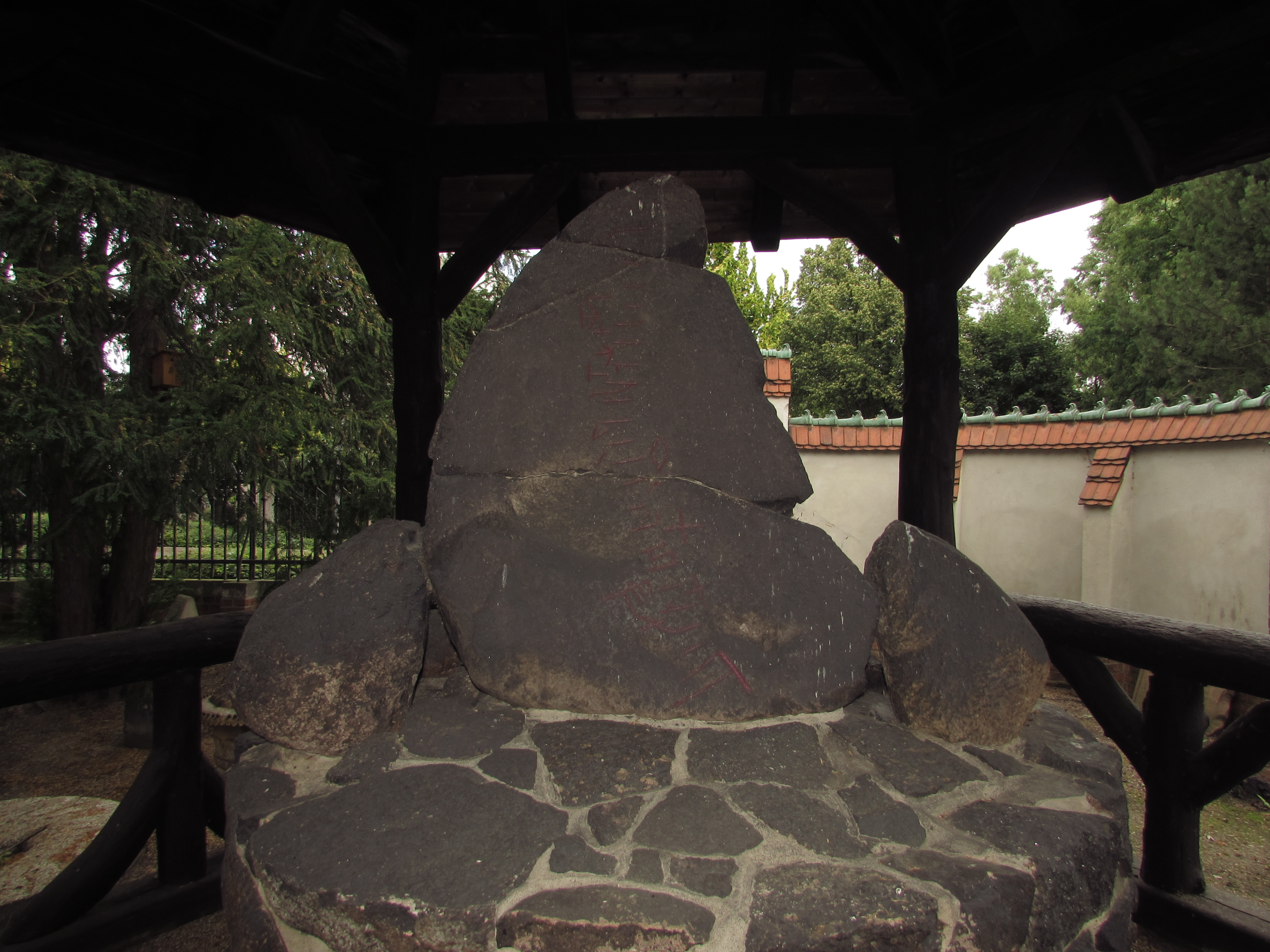